# Dora Wahlroos
Anna Dorothée (Dora) Wahlroos (Pori, 19 de diciembre de 1870-Kauniainen, 21 de marzo de 1947) fue una pintora finlandesa que participó en el movimiento de la pintura al aire libre hacia finales del siglo XIX.

## Biografía
Nació en Pori, hija del agrimensor provincial Johan Henrik Wahlroos y Dorothée Augusta Henrietta Fehn. Estudió en la Escuela de dibujo de Turku entre 1886 y 1888 y se perfecciona con Victor Westerholm en 1889 y 1890. Fue una de las artistas que se unió a Westerholm en la colonia de artistas de Önningeby en la isla de Åland, donde se integró a la comunidad finlandesa-sueca de artistas y pintura de paisajes.
Fue aceptada en la Academia de Bellas Artes de Finlandia en 1890-1891, donde su clase fue impartida por Gunnar Berndtson. En el otoño de 1890 se comprometió con el escultor Emil Wikström. Ambos fueron a estudiar juntos a París en 1891-1892.
Participó en la primera exposición de Artistas finlandeses, la primera con dos obras y la siguiente con siete obras. Ganó el tercer premio en un concurso con By the wash basin en 1893 y el mismo año le concedieron un estipendio. En la primavera de 1895 regresó a París y completó allí la obra Inspiración. Sin embargo, en ese momento se había separado de Wikström, quien se casó con su amiga Alice Högström en 1895. A finales de la década de 1890 pintó varios cuadros de paisajes finlandeses locales y también hizo pinturas de altar, un ejemplo de ello es el retablo de la iglesia de Myrskylä (1896). 
En agosto de 1900 viajó a París para la Exposición Universal de 1900, y desde allí se dirigió al pueblo de Antignano en Livorno, Italia, donde Elin Danielson-Gambogi vivía con su esposo Raffaello Gambogi. Su uso del color cambió después del viaje, volviéndose más vibrante. Es conocida por haber admirado el fuerte uso del color por parte de Gambogi.
Luego limitó sus viajes al exterior, pasando más tiempo con su familia primero en Turku y luego en Kauniainen, donde compraron una villa, Villa Gernheim, 

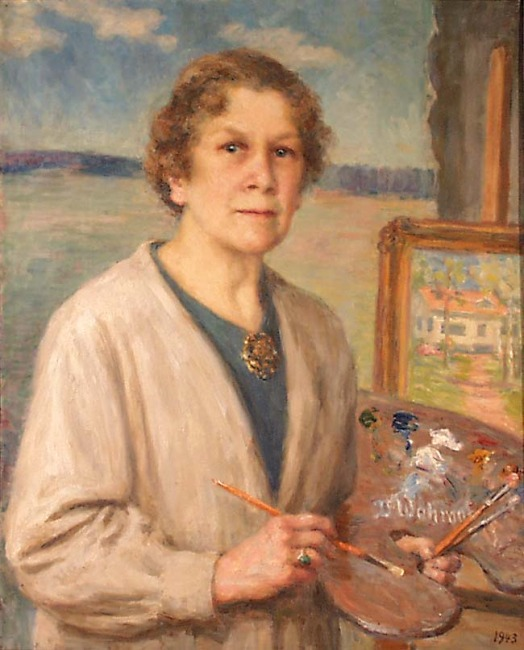
Autorretrato (1943)

Wahlroos fue un retratista muy prolífica, pintó alrededor de un centenar de retratos. Era reconocida con los retratos por encargo. 
Realizó estudios en Múnich en 1911. Pintó toda su vida incluso hasta el final, aunque sus trabajos posteriores no recibieron tanto reconocimiento. Murió en 1947 por complicaciones tras un accidente. 
En 2008 en los Museos de Arte de Turku y Hämeenlinna se realizó una exhibición conmemorativa.